# Szermierka na Letnich Igrzyskach Olimpijskich 1900 – floret amatorzy
Indywidualny turniej florecistów amatorów był jedną z siedmiu konkurencji szermierskich rozgrywanych podczas II Letnich Igrzysk Olimpijskich w Paryżu w 1900 roku. Zawody odbyły się w dniach 14–21 maja. W zawodach wzięło udział 54 zawodników z 9 krajów. Złoty medal zdobył Francuz Émile Coste.

## Runda 1
W pierwszej rundzie każdy zawodnik stoczył po jednej walce. Nie można było jednoznacznie określić kto został zwycięzcą, ponieważ sędziowie oceniali głównie umiejętności. Do ćwierćfinału awansowało 37 szermierzy.
| 14 maja 1900 | 14 maja 1900                  | 14 maja 1900            |
| Walka        | Szermierz 1                   | Szermierz 2             |
| ------------ | ----------------------------- | ----------------------- |
| 1            | Mauricio Ponce de Léon        | Felix Debax             |
| 2            | Georges Dillon-Cavanagh       | Paul Robert             |
| 3            | Carlos de Candamo             | Albert Cahen            |
| 4            | Henri Masson                  | Olivier Collarini       |
| 5            | Robert Marc                   | Bélot                   |
| 6            | Martini                       | Henri Jobier            |
| 7            | Tony Smet                     | Guèrin                  |
| 8            | Ferrand                       | Prospère Sénat          |
| 9            | Taillefert                    | Grossard                |
| 10           | Calvet                        | Emil Fick               |
| 11           | Adrien Guyon                  | Palardi                 |
| 12           | Jactel                        | Giuseppe Giurato        |
| 13           | Claude de Boissière           | Gardiès                 |
| 14           | Léon Thiébaut                 | F. Weill                |
| 15           | Fedreghini                    | Piot                    |
| 16           | Heinrich Rischtoff            | Pélabon                 |
| 17           | Jean Weill                    | Passerat                |
| 18           | André Corvington              | Fouchier                |
|              |                               |                         |
| 15 maja 1900 |                               |                         |
| Walka        | Szermierz 1                   | Szermierz 2             |
| 19           | Pierre Georges Louis d'Hugues | Émile Coste             |
| 20           | Rudolf Brosch                 | Marcel Boulenger        |
| 21           | H. Valarche                   | de Saint-Aignan         |
| 22           | Plommet                       | van der Stoppen         |
| 23           | Perrissoud                    | Soudois                 |
| 24           | Ducrot                        | Gauthier                |
| 25           | André de Schonen              | Paul Leroy              |
| 26           | Jean-Joseph Renaud            | Eugene des Logis Berges |
| 27           | Wattelier                     | Georges Bergès          |

## Ćwierćfinały
Dziesięciu szermierzy awansowało do półfinału, a czternastu do repasaży.
| 16 maja 1900 | 16 maja 1900                  | 16 maja 1900            |
| Walka        | Szermierz 1                   | Szermierz 2             |
| ------------ | ----------------------------- | ----------------------- |
| 1            | Jean-Joseph Renaud            | Felix Debax             |
| 2            | Claude de Boissière           | Adrien Guyon            |
| 3            | Henri Masson                  | Carlos de Candamo       |
| 4            | Tony Smet                     | de Saint-Aignan         |
| 5            | Guèrin                        | Eugene des Logis Berges |
| 6            | André de Schonen              | Plommet                 |
| 7            | Pierre Georges Louis d'Hugues | Prospère Sénat          |
| 8            | Émile Coste                   | Paul Robert             |
| 9            | Marcel Boulenger              | Albert Cahen            |
| 10           | Ducrot                        | Jactel                  |
| 11           | Georges Dillon-Cavanagh       | Perissoud               |
| 12           | Rudolf Brosch                 | H. Valarche             |
| 13           | Bélot                         | Calvet                  |
| 14           | Ferrand                       | Robert Marc             |
| 15           | Taillefert                    | Martini                 |
| 16           | Henri Jobier                  | Olivier Collarini       |
| 17           | Léon Thiébaut                 | Mauricio Ponce de Léon  |
| —            | Soudois                       | DNS                     |
| —            | van der Stoppen               | DNS                     |
| —            | Wattelier                     | DNS                     |

### Repasaże
| Szermierz                     |
| ----------------------------- |
| Bélot                         |
| Eugene des Logis Berges       |
| Rudolf Brosch                 |
| Georges Dillon-Cavanagh       |
| Pierre Georges Louis d'Hugues |
| Prospère Sénat                |
| de Saint-Aignan.              |
| Carlos de Candamo             |
| Ferrand.                      |
| Henri Jobier                  |
| Plommet                       |
| André de Schonen              |
| Taillefert                    |
| Léon Thiébaut                 |

## Półfinały
Półfinały rozegrano w dniach 18 i 19 maja 1900 r. W poszczególnych półfinałach każdy zawodnik stoczył walkę z każdym. Czterech najlepszych z każdego półfinału wchodziło do finału A (walczący o miejsca od 1 do 8), zaś pozostali do finału B (walczący o miejsca od 9 do 16).
| Półfinał A | Półfinał A                    | Półfinał A | Półfinał A |
| Miejsce    | Szermierz                     | Wygrane    | Przegrane  |
| ---------- | ----------------------------- | ---------- | ---------- |
| 1          | Émile Coste                   | 7          | 0          |
| 2          | Henri Masson                  | 5          | 2          |
| 3          | Prospère Sénat                | 5          | 2          |
| 4          | Rudolf Brosch                 | 3          | 4          |
| 5          | Guèrin                        | 3          | 4          |
| 6          | Claude de Boissière           | 2          | 5          |
| 7          | Bélot                         | 2          | 5          |
| 8          | Tony Smet                     | 1          | 6          |
|            |                               |            |            |
| Półfinał B |                               |            |            |
| Miejsce    | Szermierz                     | Wygrane    | Przegrane  |
| 1          | Marcel Boulenger              | –          | –          |
| 2          | Felix Debax                   | –          | –          |
| 3          | Pierre Georges Louis d'Hugues | –          | –          |
| 4          | Georges Dillon-Cavanagh       | –          | –          |
| 5          | Jean-Joseph Renaud            | –          | –          |
| 6          | Adrien Guyon                  | –          | –          |
| 7          | Ducrot                        | –          | –          |
| 8          | Eugene des Logis Berges       | –          | –          |

## Miejsca 9-16
Finał B został rozegrany w dniu 21 maja 1900 r.
| Miejsce | Szermierz               |
| ------- | ----------------------- |
| 9       | Claude de Boissière     |
| 10      | Eugene des Logis Berges |
| 11      | de Saint-Aignan.        |
| 12      | Bélot                   |
| 13      | Ducrot                  |
| 14      | Tony Smet               |
| 15      | Adrien Guyon            |
| 16      | Guèrin                  |

## Finał
Finał został rozegrany 21 maja 1900. Najlepszych czterech szermierzy z każdego z dwóch półfinałów. Zawodnicy stoczyli walki każdy z każdym.
| Miejsce | Szermierz                     | Wygrane | Przegrane |
| ------- | ----------------------------- | ------- | --------- |
| 1       | Émile Coste                   | 6       | 1         |
| 2       | Henri Masson                  | 5       | 2         |
| 3       | Marcel Boulenger              | 4       | 3         |
| 4       | Felix Debax                   | 4       | 3         |
| 5       | Pierre Georges Louis d'Hugues | 3       | 4         |
| 6       | Prospère Sénat                | 3       | 4         |
| 7       | Georges Dillon-Cavanagh       | 2       | 5         |
| 8       | Rudolf Brosch                 | 1       | 6         |